# 松戸市立小金南中学校
松戸市立小金南中学校（まつどしりつ こがねみなみちゅうがっこう、英: Matsudo municipal - Kogane Minami Junior High School）は、千葉県松戸市小金清志町一丁目にある市立中学校。愛称は「なんちゅう」または「こがなん」。

## 教育目標
一人一人の生徒のいのちと可能性を大切にすることを基盤として、「豊かな心と実践力を持ち、夢を語れる生徒の育成」

### 目指す生徒像
1. めあてを持って努力し、ともに学びあう生徒（確かな学力）
2. 思いやりの心を持った心豊かな生徒（豊かな心）
3. いのちを大切にする健康な生徒（健やかな体）

## 部活動
部活動名と主な活動場所を示す。
- 野球部 - 校庭
- サッカー部 - 校庭
- 陸上部 - 校庭
- 吹奏楽部 - 音楽室
- 男子バスケットボール部 - 体育館
- 女子バスケットボール部 - 体育館
- 男子ソフトテニス部 - テニスコート
- 女子ソフトテニス部 - テニスコート
- 男子卓球部 - 武道場（留心館）
- 女子卓球部 - 武道場（留心館）
- バレーボール部 - 体育館
- 水泳部 - プール
- ソフトボール部 - ソフトボール場
- 美術部 - 美術室
- 科学部 - 第2理科室
- 書道部 - 生徒指導室
- 新体操部 - 校外
- 硬式テニス部 - 校外

なお、テニス部は、平成24年1学期までは校庭外のテニスコートで活動していたが、撤去に伴い現在は校庭に作られたテニスコートで活動している。それに伴って、現テニスコートの場所にあったソフトボール場が移動した。IT部は、部員数減少によって平成26年度からの部員募集を停止し、科学部と併合した。

## 委員会
- 代表委員会(学級委員)
- 生活委員会
- 学習委員会
- 歌声委員会
- 体育委員会
- 広報・図書委員会
- 環境委員会
- 給食委員会
- 保健委員会
- 放送委員会

## 行事

### 1学期
- 入学式
- 新入生歓迎会
- 体育祭
- 生徒総会

### 2学期
- 合唱コンクール - 森のホール21の大ホールで行われる。
- 三世代交流会 - 地域住民や教員が講師となって、盆踊り・百人一首などの遊びを子供たちに教える会。2年生・3年生は各クラス1個のイベントを、講師の方と一緒になって運営する。

### 3学期
- 3年生を送る会
- 卒業式

また、1学期に修学旅行・林間学園、2学期に職場体験、冬場に1年生の校外学習が行われる事が多い。

## 給食
持参の弁当または給食を選択し、給食を選択した場合は「Aメニュー」または「Bメニュー」から事前に選んで食べることができる。(現在では選ぶことができない)
- Aメニュー - 主食をパンもしくは、麺類

としたメニュー
- Bメニュー - 主食を米飯としたメニュー

1・2年生は給食棟2階のランチルームを使用する場合がある。また、残飯回収などは各学年の係が週替りで担当する。

## 沿革
- 1972年（昭和47年）
  - 4月1日 - 松戸市立小金南中学校創立。松戸市立小金中学校教室を借用し開校。
  - 5月16日 - 松戸市立小金中学校父母と教師の会設立。
  - 9月1日 - 校章制定。
  - 12月21日 - 新校舎移転。
- 1974年（昭和49年）
  - 3月12日 - 校歌制定(作詞・大島 巌、作曲・鶴岡 正）。体育館落成。
  - 7月3日 - プール完成。
- 1976年（昭和51年）
  - 3月15日 - 校門完成。
- 1978年（昭和53年)
  - 5月10日 - 技術科校舎完成。
- 1981年（昭和56年）
  - 11月10日 - 創立10周年記念式典を挙行。
- 1982年（昭和57年）
  - 4月21日 - 西校舎特別教室棟完成。
- 1988年（昭和63年）
  - 4月30日 - 東校舎完成。
- 1989年（平成元年）
  - 4月8日 - 武道場完成。
- 1991年（平成3年）
  - 10月3日 - 小金南中学区青少年健全育成連絡協議会発足。
  - 11月2日 - 創立20周年式典を挙行。
- 1995年（平成7年）
  - 3月17日 - 給食棟完成。
  - 4月17日 - 給食開始。
- 2001年（平成13年）
  - 2月6日 - 大規模耐震改修工事本校舎完了。
  - 11月17日 - 創立30周年記念式典を挙行。
- 2011年（平成23年）
  - 1月7日 - 大規模耐震改修工事体育館完了。
  - 11月5日 - 創立40周年記念式典を挙行。
- 2013年（平成25年）
  - 「E-TIME（English-TIME)」開始。
- 2014年（平成26年）
  - 「E-TIME」廃止。
  - 「KMT（Koganeminami Morning Time）」開始。

## 著名な出身者
- 宇佐見真吾 - プロ野球選手（巨人→日本ハム→中日）

## 最寄駅
- 新松戸駅 - 徒歩13分（経路案内）
  - 駅からバス 「小金消防署」バス停下車すぐ
- 北小金駅 - 徒歩15分（経路案内）
  - 駅からバス 「小金下町」バス停下車6分（経路案内）